# Nuoto sincronizzato ai campionati mondiali di nuoto 2017 - Singolo (programma libero)
La gara del nuoto sincronizzato - singolo libero dei campionati mondiali di nuoto 2017 è stata disputata il 17 e 19 luglio presso il parco Városliget di Budapest. La gara, alla quale hanno preso parte 32 atlete provenienti da 32 nazioni, si è svolta in due turni.
La competizione è stata vinta dalla sincronetta russa Svetlana Kolesničenko, mentre l'argento e il bronzo sono andati rispettivamente alla spagnola Ona Carbonell e all'ucraina Anna Vološyna.

## Programma
| Data           | Ora (UTC+2) | Turno       |
| -------------- | ----------- | ----------- |
| 17 luglio 2017 | 19:00       | Preliminari |
| 19 luglio 2017 | 11:00       | Finale      |

## Risultati
| Pos. | Atleta                | Nazione        | Preliminari | Preliminari | Finale          | Finale          |
| Pos. | Atleta                | Nazione        | Punti       | Pos.        | Punti           | Pos.            |
| ---- | --------------------- | -------------- | ----------- | ----------- | --------------- | --------------- |
| 1    | Svetlana Kolesničenko | Russia         | 95,5000     | 1           | 96,1333         | 1               |
| 2    | Ona Carbonell         | Spagna         | 94,1667     | 2           | 95,0333         | 2               |
| 3    | Anna Vološyna         | Ucraina        | 92,8667     | 3           | 93,3000         | 3               |
| 4    | Yukiko Inui           | Giappone       | 91,9667     | 4           | 92,0667         | 4               |
| 5    | Linda Cerruti         | Italia         | 89,6000     | 6           | 90,6000         | 5               |
| 6    | Jacqueline Simoneau   | Canada         | 89,8333     | 5           | 90,1333         | 6               |
| 7    | Evangelia Platanioti  | Grecia         | 87,8000     | 7           | 88,0000         | 7               |
| 8    | Vasiliki Alexandri    | Austria        | 85,3000     | 8           | 86,3333         | 8               |
| 9    | Eve Planeix           | Francia        | 84,7667     | 9           | 84,6000         | 9               |
| 10   | Vasilina Chandoška    | Bielorussia    | 84,2000     | 10          | 83,7667         | 10              |
| 11   | Min Hae-yon           | Corea del Nord | 84,1667     | 11          | 82,9000         | 11              |
| 12   | Kate Shortman         | Gran Bretagna  | 83,4667     | 12          | 82,3667         | 12              |
| 13   | Lara Mechning         | Liechtenstein  | 82,8667     | 13          | Non qualificate | Non qualificate |
| 14   | Vivienne Koch         | Svizzera       | 82,2000     | 14          | Non qualificate | Non qualificate |
| 15   | Maria Coutinho        | Brasile        | 80,1333     | 15          | Non qualificate | Non qualificate |
| 16   | Marlene Bojer         | Germania       | 79,6000     | 16          | Non qualificate | Non qualificate |
| 17   | Szofi Kiss            | Ungheria       | 79,4000     | 17          | Non qualificate | Non qualificate |
| 18   | Yael Polka            | Israele        | 77,9000     | 18          | Non qualificate | Non qualificate |
| 19   | Lee Ri-young          | Corea del Sud  | 77,8000     | 19          | Non qualificate | Non qualificate |
| 20   | Defne Bakırcı         | Turchia        | 77,3000     | 20          | Non qualificate | Non qualificate |
| 21   | Debbie Soh            | Singapore      | 75,6000     | 21          | Non qualificate | Non qualificate |
| 22   | Dara Tamer            | Egitto         | 75,5667     | 22          | Non qualificate | Non qualificate |
| 23   | Bianca Consigliere    | Cile           | 73,1000     | 23          | Non qualificate | Non qualificate |
| 24   | Nevena Dimitrijević   | Serbia         | 72,7333     | 24          | Non qualificate | Non qualificate |
| 25   | Kyra Hoevertsz        | Aruba          | 72,7000     | 25          | Non qualificate | Non qualificate |
| 26   | Hristina Damyanova    | Bulgaria       | 72,3667     | 26          | Non qualificate | Non qualificate |
| 27   | Lee Lee Yhing Huey    | Malaysia       | 72,2667     | 27          | Non qualificate | Non qualificate |
| 28   | Swietłana Szczepańska | Polonia        | 72,0333     | 28          | Non qualificate | Non qualificate |
| 29   | Malin Gerdin          | Svezia         | 72,0333     | 29          | Non qualificate | Non qualificate |
| 30   | Aleisha Braven        | Nuova Zelanda  | 67,5333     | 30          | Non qualificate | Non qualificate |
| 31   | Bianca Benavides      | Costa Rica     | 67,3333     | 31          | Non qualificate | Non qualificate |
| 32   | Melissa Alonso        | Cuba           | 66,7000     | 32          | Non qualificate | Non qualificate |